# Josef Salvat

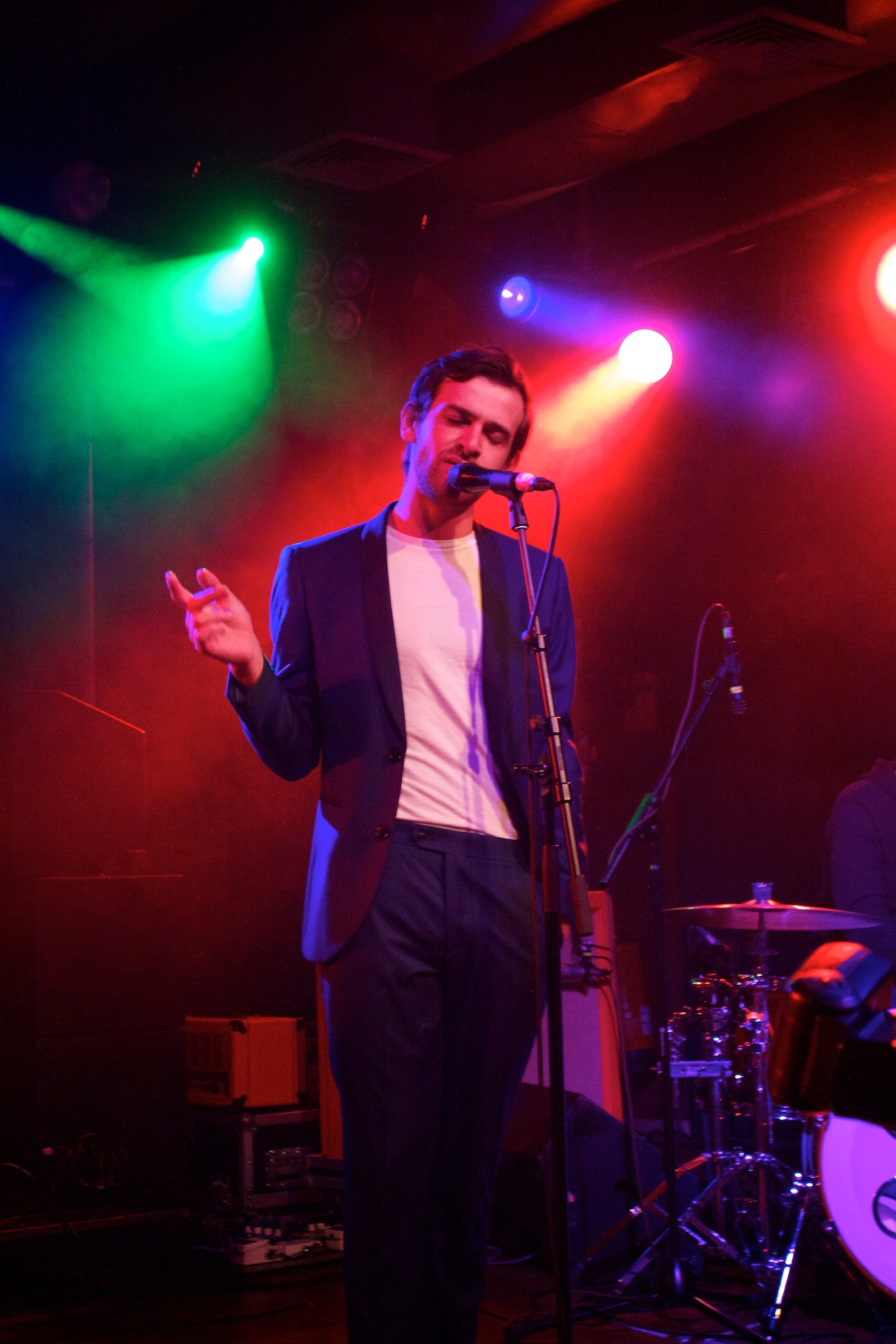
Josef Salvat

Josef Salvat (* 28. Oktober 1988 in Sydney) ist ein australischer Popsänger.

## Biografie
Josef Salvat wuchs in Sydney auf und lernte als Kind Klavier spielen. Er begann vorwiegend mit klassischer Musik, wandte sich dann aber, beeinflusst von der 80er-Jahre-Musik seiner Eltern, der Popmusik zu und schrieb seine eigenen Lieder. Später begann er ein Jurastudium an der Universität Sydney, entschied sich dann aber für die Karriere als Musiker. Er verbrachte einige Zeit in Barcelona und ging Ende 2009 mit einigen selbstgemachten Demos nach London, um einen Manager zu finden und den Einstieg ins Musikgeschäft zu schaffen. Einige seiner Songs stellte er auch im Internet ein.
Erstmals auf sich aufmerksam machte der inzwischen dauerhaft in der englischen Hauptstadt lebende Australier Anfang 2013 mit der Veröffentlichung von This Life auf seiner Soundcloud-Seite, die wenig später auch als erste Maxi-Single erschien. Der drei Monate später hochgeladene Song Hustler, eine Neuaufnahme eines bereits 2010 entstandenen Lieds, bekam positive Kritiken in der Musikpresse und wurde über eine halbe Million Mal abgerufen. Das Berliner Indie-Label Humming Records entdeckte ihn im Mai 2013 beim Great Escape Festival in Brighton und war die erste Plattenfirma die seine Musik veröffentlichte. Es folgten Festivalauftritte und ein Konzert im Vorprogramm der Jezabels. Für das renommierte South by Southwest in Austin, Texas, im Frühjahr 2014 war er gebucht, er zog jedoch seine Teilnahme zurück.
Stattdessen produzierte Salvat, der bei Sony/Columbia unter Vertrag steht, seine erste richtige EP mit Rich Cooper und Gustave Rudman als Produzenten. Neben This Life enthält sie drei neuere Aufnahmen, darunter ein Cover von Rihannas Diamonds, das er auch wählte, da es von der Australierin Sia Furler mitkomponiert worden war. Sony setzte seine Version in der Fernsehwerbung für einen 4K Ultra HD-Fernseher ein, woraufhin es im November 2014 in Deutschland und England in die Charts einstieg. Am erfolgreichsten war er in Frankreich, wo er Platz 2 erreichte.

## Diskografie
Alben
- Night Swim (2015)
- Modern Anxiety (2020)
- The Close / Le Réveil (2021)
- Islands (2022)

EPs
- In Your Prime (2014)

Lieder
- Shoot & Run
- This Life (2013)
- Hustler (2013)
- Open Season (Une Autre Saison) (2014)
- Diamonds (2014)
- Till I Found You (2015)
- Night Swim (2015)
- Paradise (Le paradis nous trouvera) (2015)

## Auszeichnungen für Musikverkäufe
| Platin-Schallplatte - Frankreich - 2016: für die Single Open Season (Une Autre Saison) |

Anmerkung: Auszeichnungen in Ländern aus den Charttabellen bzw. Chartboxen sind in ebendiesen zu finden.
| Land/RegionAuszeichnungen für Musikverkäufe (Land/Region, Auszeichnungen, Verkäufe, Quellen) | Gold  | Platin  | Verkäufe | Quellen           |
| -------------------------------------------------------------------------------------------- | ----- | ------- | -------- | ----------------- |
| Deutschland (BVMI)                                                                           | Gold1 | —       | 200.000  | musikindustrie.de |
| Frankreich (SNEP)                                                                            | —     | Platin1 | 133.333  | snepmusique.com   |
| Insgesamt                                                                                    | Gold1 | Platin1 |          |                   |